# Lac Winokapau
Le lac Winokapau est un lac situé sur le fleuve Churchill, au Labrador, en aval de la centrale de Churchill Falls.